# Zionskirche (Soltau)

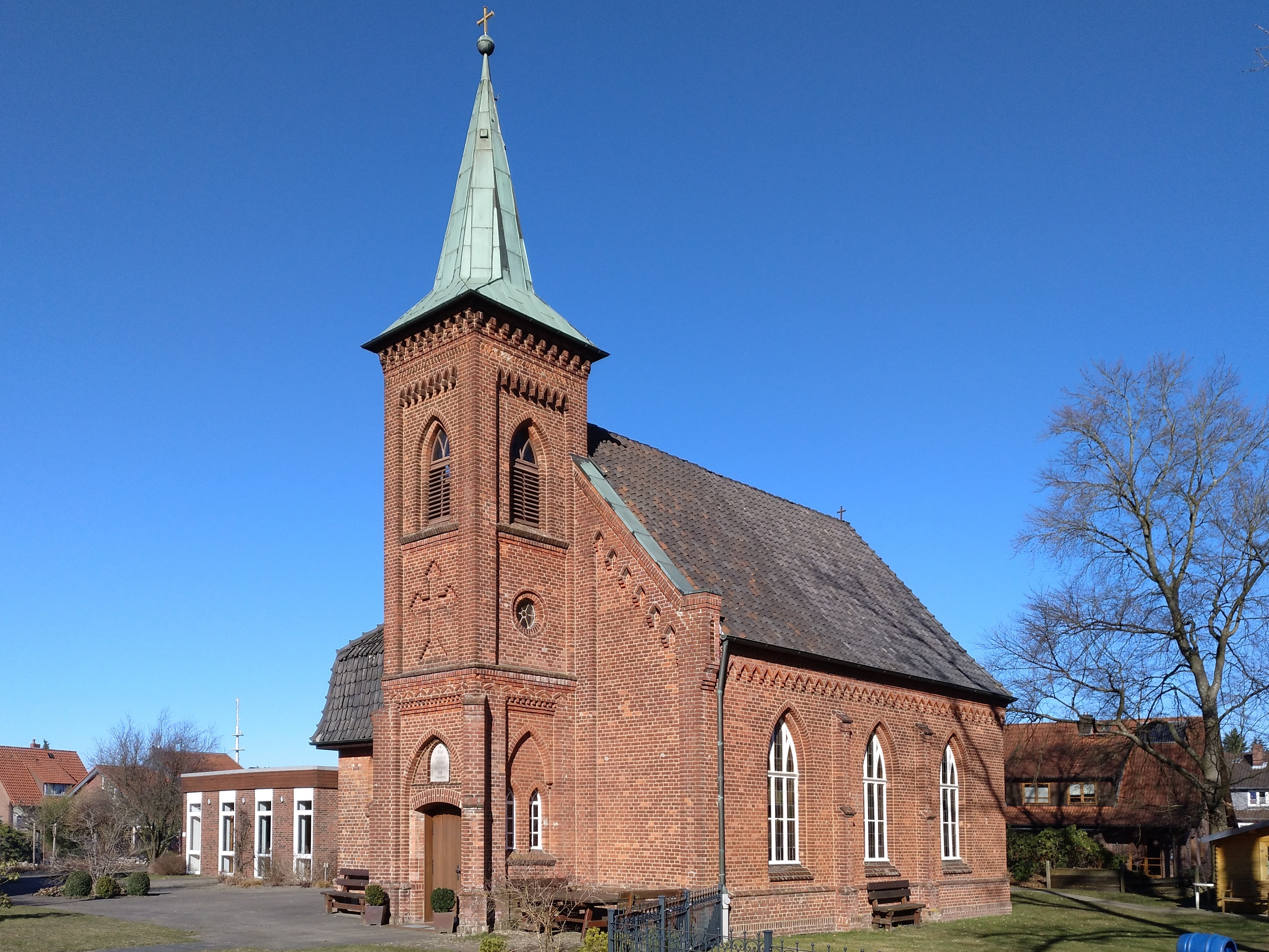
Zionskirche mit Gemeindehaus (links)

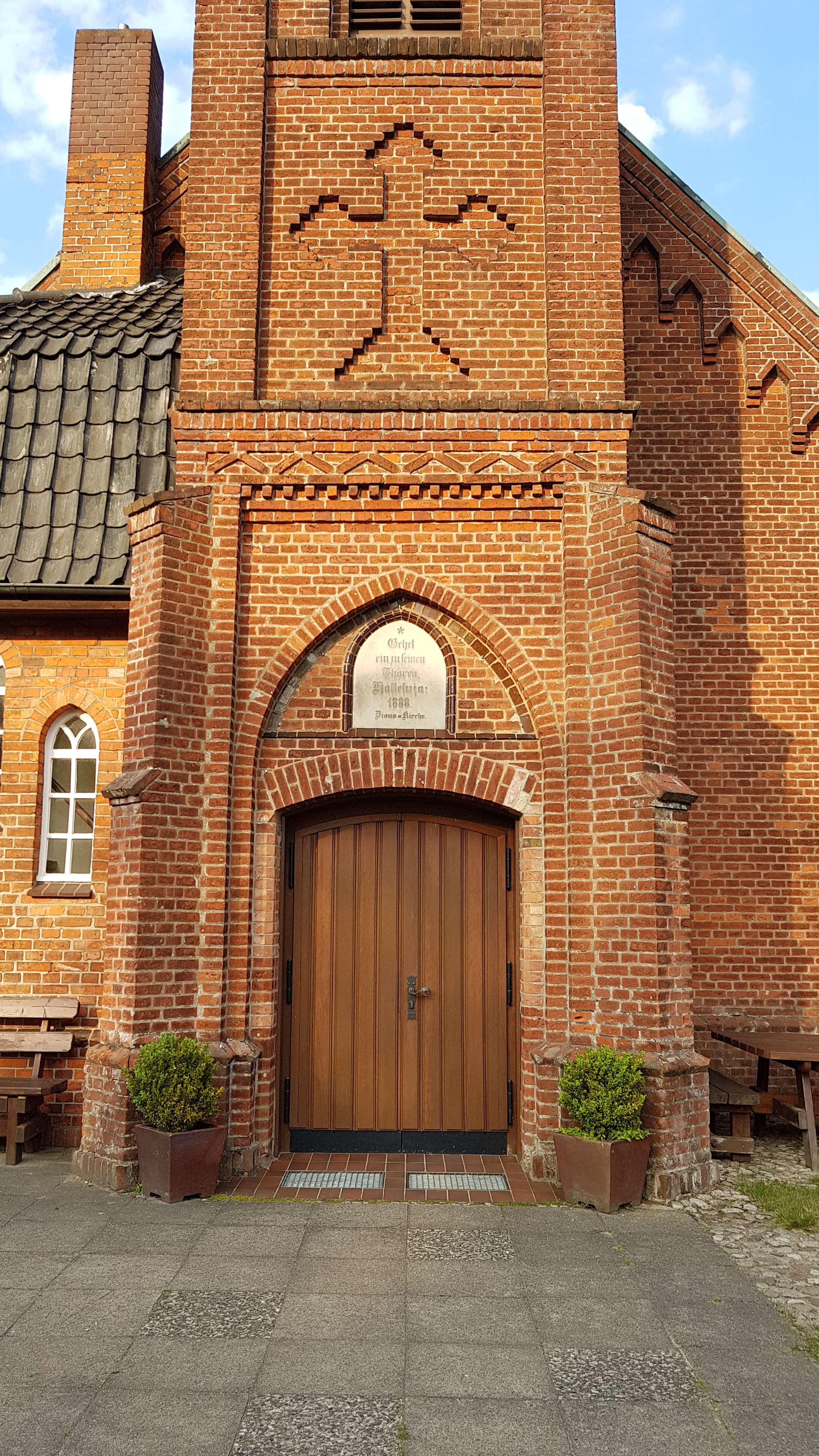
Westportal mit Kreuz, Inschrift und Baujahr, vor der Restaurierung

Die Zionskirche ist eine evangelisch-lutherische Kirche in der niedersächsischen Stadt Soltau und Heimat der gleichnamigen Gemeinde, die der Selbständigen Evangelisch-Lutherischen Kirche (SELK) angehört. Die neogotische Saalkirche von 1888 mit Westturm und polygonalem Ostschluss steht unter Denkmalschutz. Die Gemeinde gehört zum Pfarrbezirk Soltau im Kirchenbezirk Niedersachsen-West in der Region West (ehemals „Sprengel“).

## Geschichte
Am 2. Juni 1878 fand die erste Missionsstunde in Meßhausen bei Soltau statt. Am nächsten Tag wurde die Zionsgemeinde offiziell gegründet. Am 26. Juli 1878 wurde eine Notkirche in Meßhausen eingeweiht, ein Jahr später wurden Glocken gekauft. 1888 fand die Einweihung der Zionskirche im Soltauer Ortsteil Neutetendorf statt. Die Zionsgemeinde war 1904 Gründungsmitglied der Hermannsburg-Hamburger Freikirche. 1913/1914 wurde die Kirche erstmals renoviert, dabei wurde auch eine Orgel eingebaut. Am 17. April 1945 brannte das Pfarrhaus nach Beschuss komplett nieder; drei Jahre später konnte es neu bezogen werden. Im September 1952 wurde der neue Gemeindesaal eingeweiht. 1959 erhielt das Kirchenschiff Farbverglasungen. 1973 wurde ein neues Gemeindehaus gebaut. Bei einer erneuten Renovierung und Modernisierung in den Jahren 1977–1979 wurde die Längsempore an der Nordseite entfernt, die Querempore verbreitert und das mittlere Chorfenster verschlossen. Die Fenster rechts und links des Altars wurden durch Chorfenster ersetzt, die von Christian von Frieling gestaltet wurden. Abgebildet sind mittig die griechischen Buchstaben Α (Alpha) und Ω (Omega) auf kubistisch anmutendem, blau-grau gehaltenen Hintergrund, der von rot-braunen Farbflächen eingefasst ist. 1992 wurde eine neue Heizanlage installiert und 2000 die ganze Kirche saniert. Zum 125-jährigen Jubiläum der Gemeinde 2003 erhielt die Zionskirche eine neue Orgel. Die Zionskirche ist immer mal wieder Sitz der Superintendentur des Kirchenbezirks. Von 2013 bis 2018 z. B. durch den Gemeindepastor und Superintendenten Peter Rehr und nach siebenjähriger Pause seit 2025 durch den Gemeindepastor und Superintendenten Henning Scharff. Im Jahr 2024/2025 musste der Dachstuhl der Kirche, aufgrund eines Holzbockbefalls, aufwändig behandelt und wiederhergestellt werden. Fast im gleichen Zuge wurde das Portal denkmalgerecht restauriert.

## Architektur
Die Saalkirche mit polygonalem Fünfachtelschluss als Chor und Westturm ist am südwestlichen Rand von Soltau-Neutetendorf in einem ursprünglich unbebauten Gebiet aus rotem Backstein-Mauerwerk über einem Sockel errichtet. Das Schiff trägt ein mit Ziegeln eingedeckted Satteldach. Das Innere wird durch Spitzbogenfenster belichtet. Die Langseiten werden durch Strebepfeiler gegliedert, die in Höhe der Fenster abschließen. Unterhalb der Traufe sind ein Zickzack- und ein Zahnfries in das Mauerwerk eingearbeitet. Die westliche Giebelseite hat Ecklisenen mit einem Fries.
Der eingezogene Westturm auf quadratischem Grundriss hat einen abgeknickten oktogonalen Spitzhelm, der mit Kupferblech verkleidet ist und von einem Knauf und einem Kreuz bekrönt wird. Das Eingangsportal mit Stichbogen an der Westseite, das von zwei abgetreppten Eck-Strebepfeilern flankiert wird, trägt im spitzbogigen Tympanon die Bauinschrift: „Gehet ein zu seinen Thoren, Halleluja! 1888. Zions-Kirche.“ Im ersten Obergeschoss ist ein Nischen-Kreuz eingelassen und im Norden und Süden ein kleines Rundfenster. Das zweite Obergeschoss, das als Glockenstube dient, weist an den drei freistehenden Seiten Nischen mit einem Fries und spitzbogigen Schallöffnungen für das Geläut auf. Nördlich vom Turm ist ein Treppenhaus unter einem mansardartigen Dach angebaut. Der Annex gewährt Zugang zur Empore und wird im Westen durch zwei schmale Spitzbogenfenster belichtet und durch ein spitzbogiges Nordportal erschlossen.

## Ausstattung

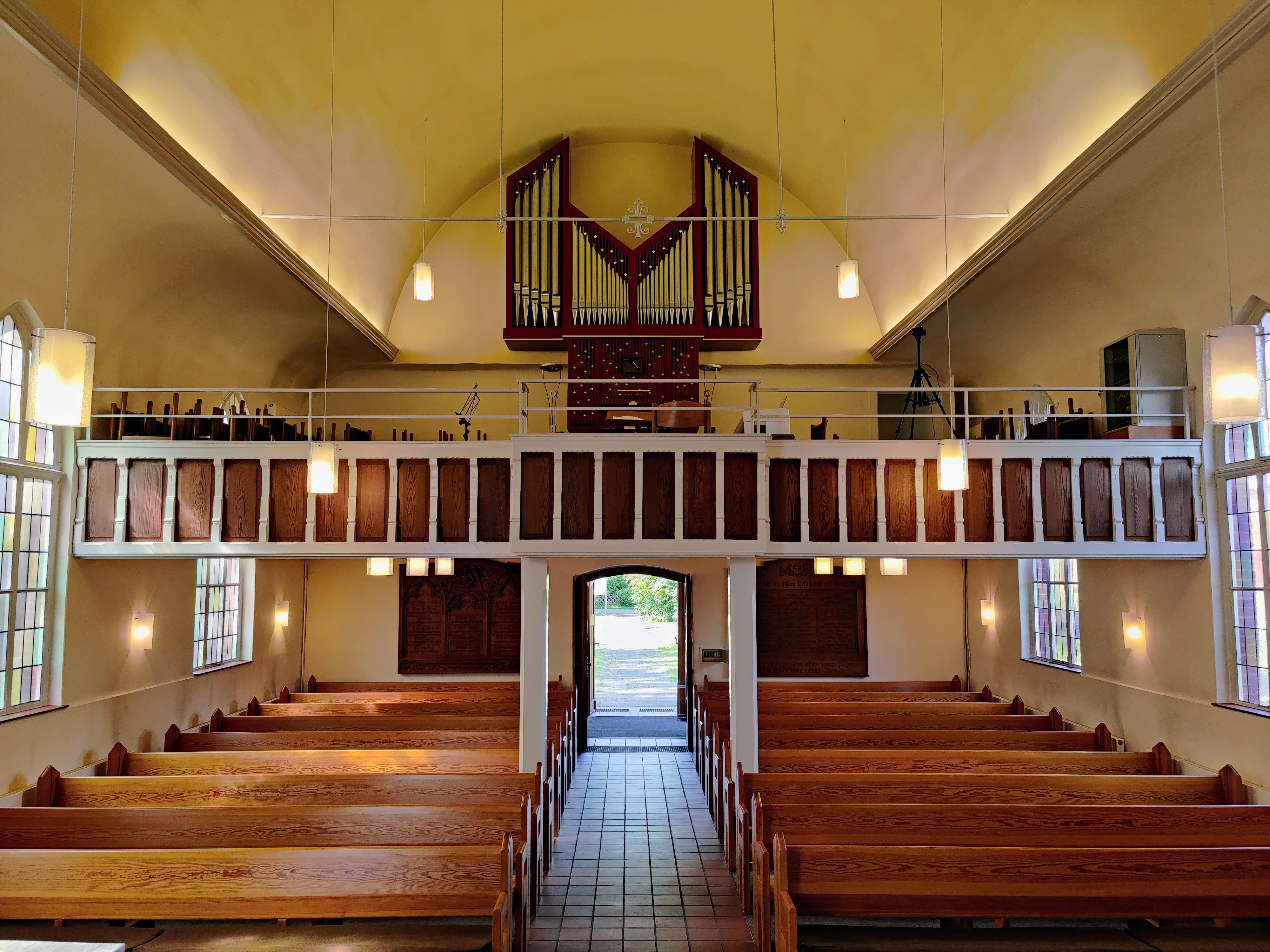
Innenraum, Blick zur Orgel (2021)

Der Innenraum wird von einem Tonnengewölbe auf Konsolen bedeckt. Im Westen ist eine hölzerne, weiß gefasste Empore eingebaut, die von zwei Pfosten gestützt wird. Die Brüstung hat hochrechteckige holzsichtige Füllungen. Unterhalb der Empore sind an der Westwand zwei Gedenktafeln für die Gefallenen der beiden Weltkriege angebracht. Das schlichte Kirchengestühl lässt einen Mittelgang frei.
Der Altarbereich im Chor ist um eine Stufe erhöht. Über dem hölzernen Blockaltar mit überstehender Platte ist ein Mosaikkreuz der Blickfang an der Ostwand. Diese künstlerische Arbeit wurde von Jürgen Petersen geschaffen, einem Sohn des früheren Gemeindepastors Wilhelm Petersen. Sie zeigt den auferstandenen Christus in weißem Gewand auf rotem Hintergrund mit ausgebreiteten Armen und goldenem Kreuznimbus. Der holzsichtige polygonale neogotische Kanzelkorb ruht auf einem verzierten Fuß. Die Kanzelfelder werden durch Freisäulen gegliedert und sind mit Maßwerk verziert.

## Orgel

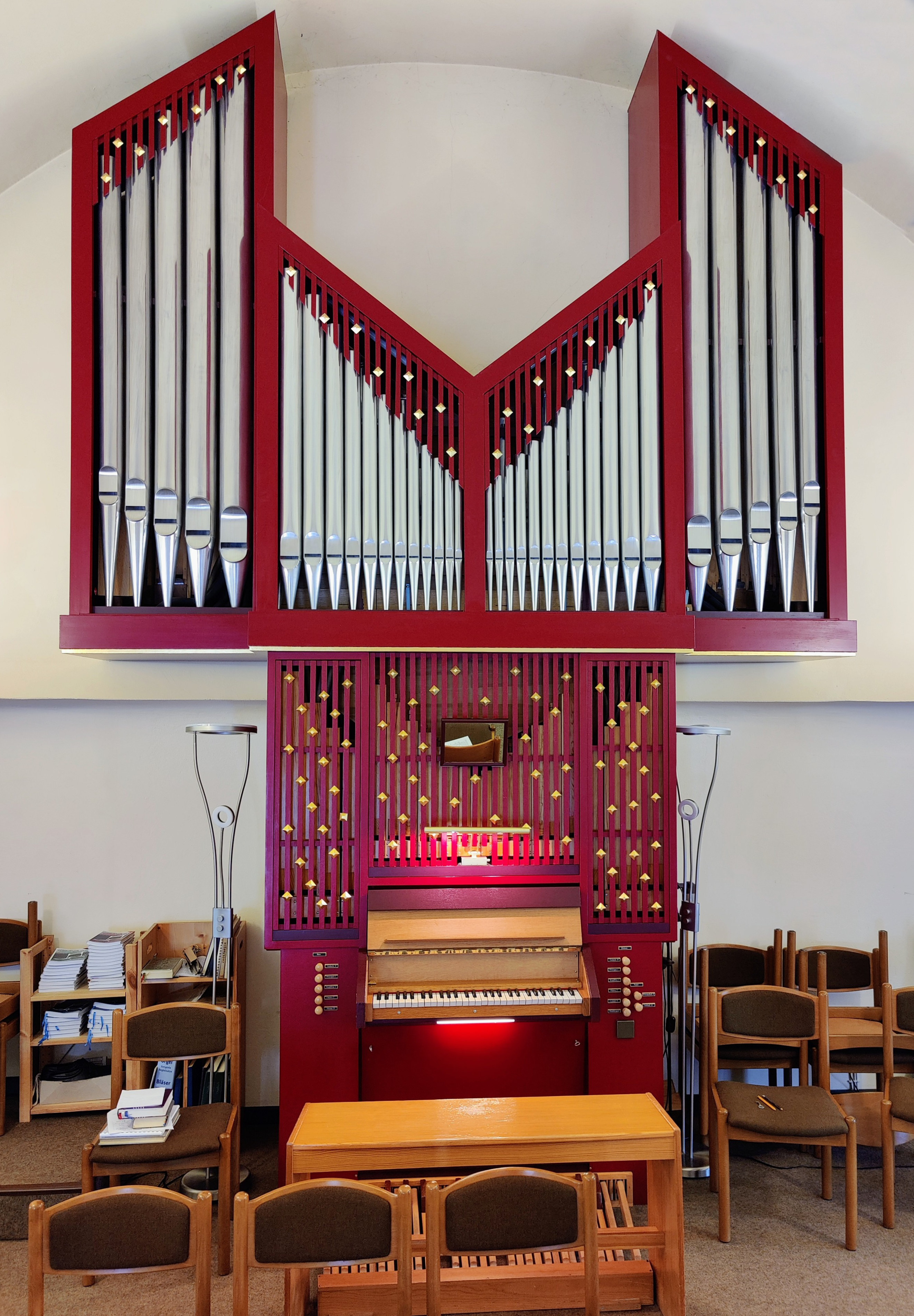
Orgel von 2003

Am 9. Juli 1914 wurde eine erste Orgel eingeweiht, die von der Orgelbauwerkstatt Furtwängler & Hammer gebaut wurde. Ihr Bau wurde mit 300 Mark von Prinz Ernst August von Hannover unterstützt. Nachdem das Instrument unbrauchbar geworden war, schaffte die Gemeinde im Jahr 1973 ein kleines Positiv der Werkstatt Emil Hammer Orgelbau an, das über drei Register auf einem Manual verfügte. Das Instrument wurde 1979 der Kirchengemeinde der SELK in Celle überlassen, während die Soltauer Zionsgemeinde auf eine elektronische Orgel umstieg. Die heutige Orgel von 2003 stammt von dem Orgelbaumeister Amadeus Junker in Meinersen. Sie umfasst acht Register auf einem Manual und Pedal; die Manualregister sind geteilt. Die Disposition lautet wie folgt:
| I Manual C–g3 |    |
| Gedackt B/D   | 8′ |
| Prinzipal B/D | 4′ |
| Waldflöte B/D | 4′ |
| Oktave B/D    | 2′ |
| Cornett III D |    |
| Mixtur III B  |    |

| Pedal C–f1    |     |
| Subbass       | 16′ |
| Prinzipalbass | 8′  |

- Koppeln: I/P

## Glocke
Im Glockenturm der Zionskirche hängt eine Glocke der Glockengießerei F. Otto, Hemelingen/Bremen, aus dem Jahr 1877. Damit zählt sie zu einen der ältesten, noch existierenden Otto-Glocken.
Auf der Flanke der Glocke sind, neben dem Gießerzeichen der Firma F. Otte, ein Baldachin mit dem Gesicht eines bärtigen, älteren Mannes zu sehen, sowie je eine Darstellung einer betenden Frau in langem Gewand und eines bärtigen Mannes mit langen Stab, auf dessen Ende ein großer Hammer- oder Axtkopf thront. Den oberen Rahmen der Flanke bildet eine Efeu-Blumenranke, die zeitgleich mit einer weiteren Efeu-Blumenranke, am oberen Glockenhals, die Jahreszahl flankieren. Am obersten Ende sitzt eine sechshenkelige Krone.

## Pastoren
- 1880–1886: Peter Heinrich Dietrich Becker
- 1888–1903: Friedrich Meyer
- 1921–1931: Adolf Studier
- 1931–1969: Wilhelm Petersen
- 1940–1945: August Lüdemann (Vertretung)
- 1969–1988: Manfred Schlie
- 1988–1989: Peter Wroblewski (Vakanzvertretung von Hörpel aus)
- 1989–1998: Bernd Albrecht
- 1999–2000: Alberto Kaas (Vakanzvertretung von Hörpel aus)
- 2000–2007: Marc Struckmann
- 2007–2008: Alberto Kaas (Vakanzvertretung von Hörpel aus)
- 2008–2021: Peter Rehr (zwischen 2013 und Anfang 2019 Superintendent des Kirchenbezirks Niedersachsen West)
- Aug. 2021: Hans-Heinrich Heine (Vakanzvertretung aus Hermannsburg, Große Kreuzkirche)
- 2021–2023: Markus Nietzke (Vakanzvertretung aus Hermannsburg, Kleine Kreuzkirche)
- ab 2023: Henning Scharff[4] (seit März 2025 Superintendent)